# Amina bint Wahb
Āmina bint Wahb (arabe : آمِنَةُ بِنْتُ وَهْب, confiante, sereine), est la mère de Mahomet, prophète de l'islam et l'épouse de Abdullah, le père de Mahomet. 

## Biographie
Āmina naît à La Mecque autour de 549. Appartenant à la tribu des Qurayshites, elle est la fille de Wahb ibn 'Abd Manaf, seigneur (sayyid) du clan des Banu Zuhrah, de la tribu de Quraysh. Sa mère s'appelle Kibara bint ‘Abd al-‘Uzza,.
Durant sa jeunesse, elle épouse ‘Abd Allāh ibn ‘Abd al-Muṭṭalib, le seigneur (sayyid) du clan hachémite de la tribu de Quraysh.
Peu après leurs épousailles, son mari AbdAllāh part en voyage d’affaires au Cham (actuelle Syrie) mais tombe gravement malade sur le chemin du retour et meurt, deux mois environ avant la naissance de leur fils.
Selon la tradition, Āmina donne naissance à Mahomet à La Mecque le 12 du mois de Rabi` al-Awwal, pendant l’année de l’éléphant (‘ām al-fīl) qui, correspond à l’an 571. Elle l’allaite quelques jours puis le confie, selon la coutume, à une nourrice, Halimah bint Abi Dhuayb qui l’élève jusqu’à l’âge de quatre ans, âge auquel elle le ramène au domicile maternel. En 577, elle voyage avec l’enfant à Médine pour visiter sa famille mais elle meurt sur le chemin de retour vers La Mecque, dans la région d’al-Abwā’, non loin de Médine, et est enterrée là-bas, laissant Mahomet orphelin dès l’âge de 6 ans. Pour les musulmans, elle est considérée comme la plus noble et la plus vertueuse des femmes qurayshites de son temps.
Sa tombe a été détruite en 1998 par l'État saoudien. Les pierres assemblées en cercle furent enlevées, et la tombe fut donc rendue anonyme, le corps restant cependant sous terre.